# Empis reciproca
Empis reciproca är en tvåvingeart som beskrevs av Walker 1857. Empis reciproca ingår i släktet Empis och familjen dansflugor. Inga underarter finns listade i Catalogue of Life.